# Iglesia kimbanguista
La Iglesia de Jesucristo sobre la Tierra por su enviado especial Simon Kimbangu, más conocida como la Iglesia kimbanguista (con su culto llamado kimbanguismo) es una Iglesia independiente africana de tipo profético. 

## Historia
El culto kimbanguista fue fundado el 6 de abril de 1921 por Simon Kimbangu en el Congo Belga (actual República Democrática del Congo). El 24 de diciembre de 1959, Joseph Diangienda Kuntima, hijo de Simon Kimbangu, creó oficialmente la "Iglesia de Jesús Cristo sobre la Tierra por el profeta Simon Kimbangu", que desde 1987 cambió su nombre por el actual y que dirigió hasta su muerte en 1992.
Desde 2001, el líder espiritual y representante legal de la Iglesia kimbanguista es Simon Kimbangu Kiangani, hijo de Salomon Dialungana Kiangani.
La Iglesia kimbanguista afirma tener 17 millones de miembros repartidos en el África subsahariana, especialmente en la República Democrática del Congo, donde representa al 10 % de los creyentes, en Europa y en los EE. UU. Promueve activamente el uso del silabario Mandombe.

## Doctrina

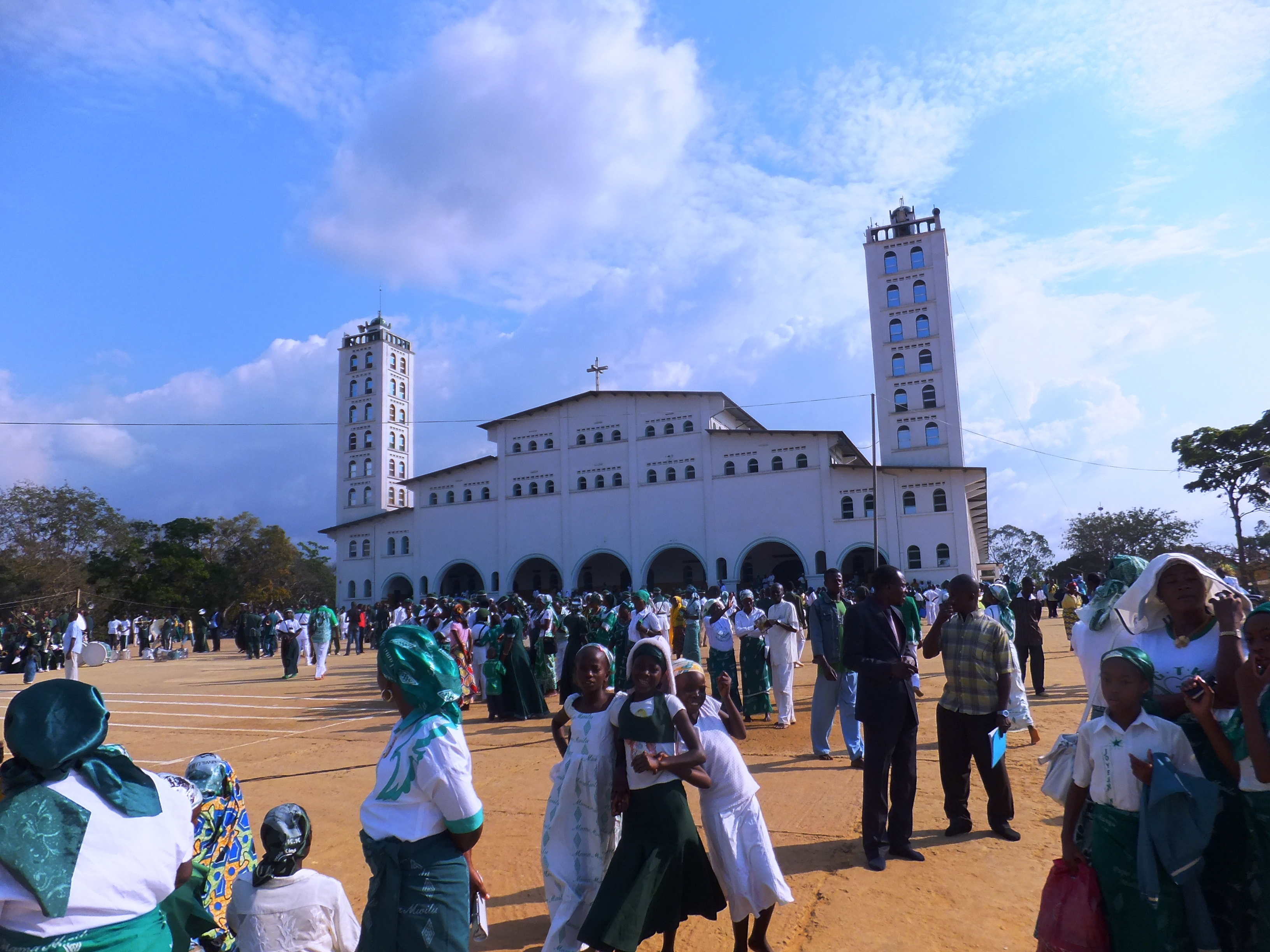
Templo de Nkamba.

La Iglesia kimbanguista tiene como referencia la Biblia y se reclama del Credo de Nicea. Identifica a Simon Kimbangu con el Espíritu Santo y Jesucristo, como el redentor de la humanidad. 
Predica el amor al prójimo, la obediencia a las leyes divinas y la práctica de buenas obras, preceptos sintetizados por la divisa Bolingo - Mibeko - Misala. Proscribe las bebidas alcohólicas, el baile, las drogas, el tabaco, la poligamia, el adulterio, la fornicación y el consumo de carne de cerdo. La ciudad santa del kimbanguismo es Nkamba, en la provincia del Bajo Congo.

## Relaciones con otras Iglesias
La Iglesia kimbanguista formó parte del Consejo Mundial de Iglesias (CMI) desde 1969 y de la Conférence des Eglises pour toute l'Afrique (Conferencia de las Iglesias para toda la África) desde 1974. Desde 2001, el kimbanguismo ya no forma parte del ecumenismo tras la autoproclamación del hijo de Simon Kimbangu, Salomon Dialungana Kiangani, como la "reencarnación del Señor Jesucristo".